# Brabrand IF
Maillots
Le Brabrand Idrætsforening est un club danois de football basé à Århus dans le Jutland. Le Danois Tom Sojberg est l'entraineur depuis janvier 2013.